# Tribün (folyóirat)
Tribün – Kolozsvárt, 1935–36-ban megjelent „irodalmi, tudományos és társadalmi folyóirat”. Szerkesztőként Lénárd Zoltán, majd Kertész Dénes, Gyárfás Endre szerepel, a főmunkatársak sorában Kováts József is. Címét 1935 júniusától Mai Nőre változtatta.
Főképp az 1936-os számok irodalmi anyaga gazdag, ezekből Kibédi Sándor, Kováts József, Salamon László, Vozári Dezső, Walter Gyula neve emelkedik ki; a címváltoztatás után többek között Bálint György, Csehi Gyula, Erdélyi Ágnes, Gábor István, Hollós Korvin Lajos, Korvin Sándor, Látó Anna, Lázár József, Méliusz József, Nemes Ferenc, Radnóti Miklós, Rejtő Jenő, Sértő Kálmán, Turnowsky Sándor, Zamora S. János nevével, Derkovits Gyula, Guncser Nándor, H. Makkai Piroska grafikáival találkozunk.